# Lilith

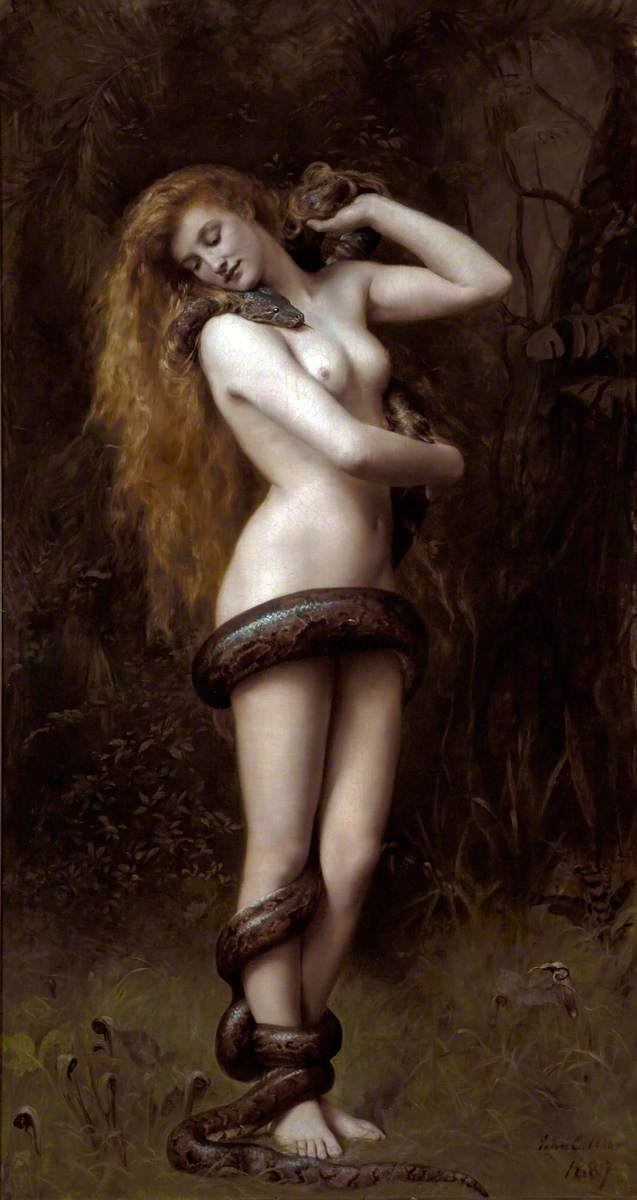
Lilith od Johna Colliera (1892)

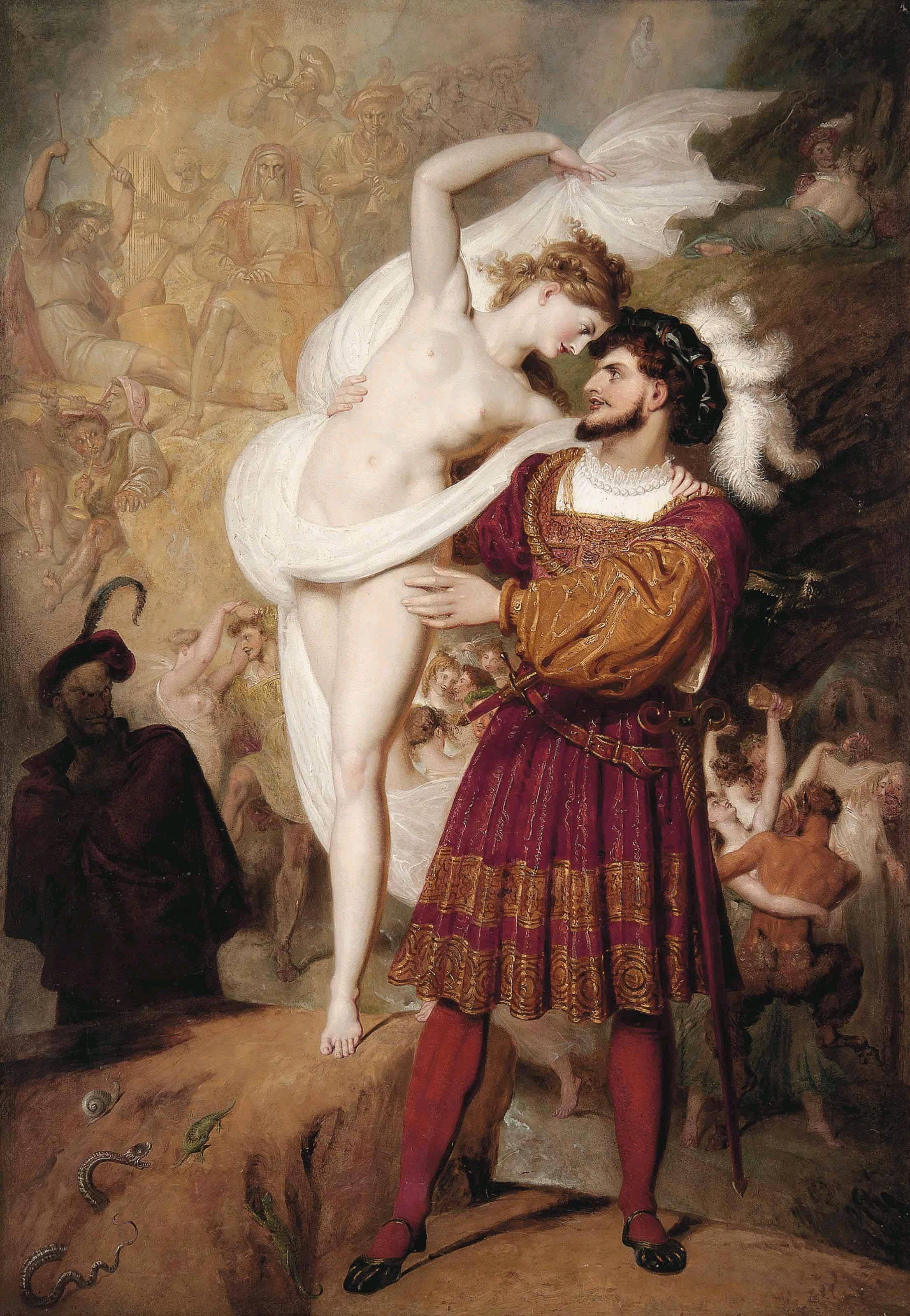
Lilith a Faust, Richard Westall, 1831

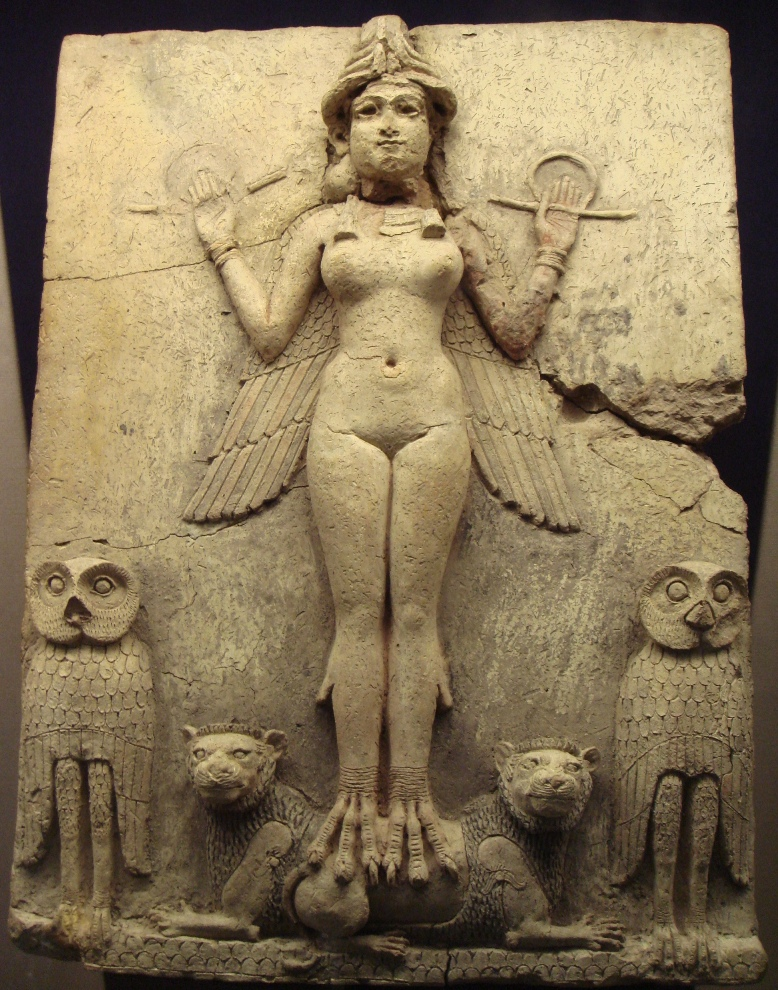
Lilith jako bohyně, tzv. Burney relief, terakota se zbytky polychromie, 4. nebo 2. tisíciletí př. n. l. Babylón; Britské muzeum

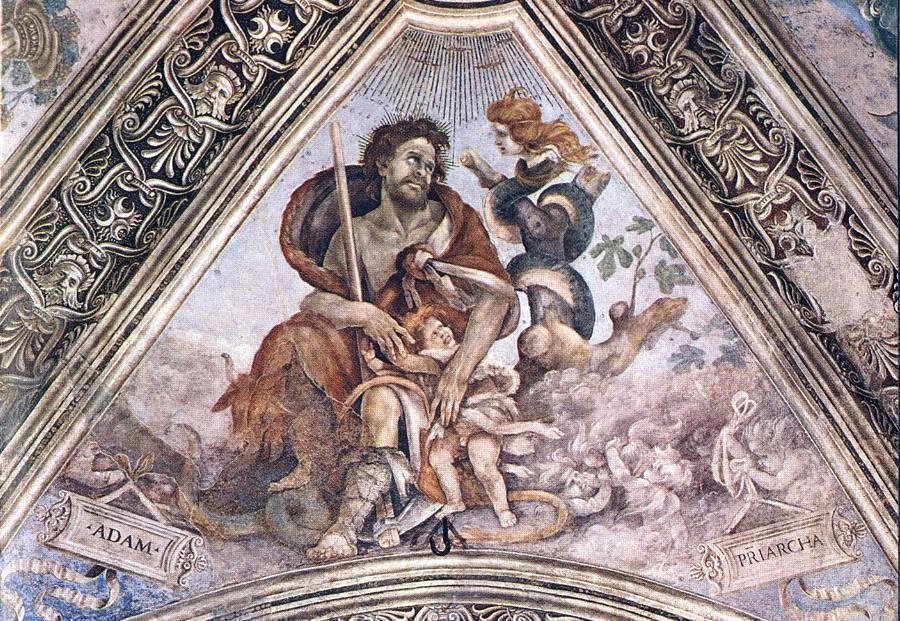
Filippino Lippi: Adam (1502), Freska, Kaple Strozzi, Santa Maria Novella, Florencie, Itálie – Lilith jako had

Dante Gabriel Rossetti: Lady Lilith, 1868

Lilith (hebrejsky לילית‎, sumersky Lilítu – větrná žena) neboli Černá Luna patří do skupiny tří démonů v sumerské a mezopotámské mytologii, ovšem ani Sumerové se na přesném zrodu a životu příběhu o Lilith nemohou shodnout.

## Lilith v náboženství
Další zmínky o Lilith jsou znatelné i v jiných náboženstvích. „Stvořena z prachu země, stejně jako Adam. Není řeč o Evě, ale o té druhé. Divoká a nezávislá žena, která se odmítla podrobit vůli muže, stejně tak jako vůli Boží!“
Podle mezopotámských mýtů i některých židovských gnostiků, kabalistů, mystiků, astrologů a spiritistů byla Lilith první žena. Tak jako Adam byla stvořena ze země. Z jejího spojení s Adamem vzešel Asmodeus[zdroj?] a nesčetně dalších démonů,[zdroj?] kteří sužují lidstvo. Vypráví se však, že spolu Adam a Lilith nedokázali žít v míru, neboť Lilith odmítla při souloži zaujmout polohu, při níž byla nucena ležet pod Adamem. Na jeho naléhání mu odpověděla: „Proč bych měla ležet pod tebou? I já jsem byla stvořena ze země a jsem ti rovna!“
A tak se jí chtěl Adam zmocnit násilím. Po nedlouhé době Lilith pochopila, že s ní Adam nebude nikdy jednat jako s rovnocennou bytostí, a v zoufalství vyslovila nevyslovitelné jméno Boží,[zdroj?] vznesla se a zmizela.[zdroj?] Adam prosil Boha, aby mu ji pomohl najít a přivést zpět. Bůh tedy poslal tři anděly (archanděl Michael, archanděl Gabriel a archanděl Natael),[zdroj?] aby ji našli a přivedli. Našli ji v blízkosti Rudého moře, kde se stala nevěstou jiných bytostí, a předali Boží varování, že pokud se nevrátí, tak denně zemře sto jejích démonických dětí. Ona se však vzepřela a rozhodla se, že se nevrátí, a v důsledku toho se z ní stal pro ně zlý démon. Její děti umíraly, protože měly hmotná těla, která nesmrtelnost vylučovala. Poté se buď přerozovala dále, nebo z nich vznikaly entity pod různými jmény.[zdroj?]
Legenda také říká[zdroj?], že to Lilith byla oním hadem, který podal Evě jablko. Proto se v mnoha artefaktech můžeme shledat se zobrazením Lilith jako napůl ženy a napůl hada.
Aby se Lilith pomstila za smrt svých dětí, zabíjela novorozeňata a rodičky. „Přísahám při Božím jménu živoucím a jsoucím, že když zahlédnu vaše jména nebo znamení, nechám to dítě být.“ Odtud je zvyk psát jména andělů do medailonků malých dětí.
Někteří učenci vidí Lilith v Bibli, Izajáš 34:14 (Přesnější překlad výskytu tohoto hebrejského výrazu li-lith'  v Bibli je ale Lelek).
Šířku škály možných překladů Izajáše 34:14 vidíme zde:
Překlad krále Jakuba, 1611, (AKJV): „Divoká pouštní zvěř se bude také setkávat s divokými zvířaty z ostrova a satyr bude volat na své kolegy, sama sova se tam bude také nalézat a najde pro sebe místo odpočinku.“
Bible kralická, 1613, (BKR): „Tam se budou potkávati spolu zvěř s ptactvem, a příšera jedna druhé se ozývati; tam toliko noční přeluda se usadí, a odpočinutí sobě nalezne.“
Americký standardní překlad, 1901, (ASV): „A zvěř z pouště se sejde s vlky, a divoké kozy budou křičet na své kolegy, ano, i netvor v noci se tam usadí a najde své místo k odpočinku.“
Český ekumenický překlad, 1979, (ČEP): „Bude se tam setkávat divá sběř s hyenami a běsové budou na sebe pokřikovat. Bude si tam hovět upír a najde si odpočinek.“
Překlad nového světa, 1984, (PNS): „A ti, kdo obcházejí bezvodé kraje, se setkají s vyjícími zvířaty, a dokonce i démon v kozlí podobě bude volat na svého druha. Ano, jistě si tam udělá pohodlí lelek a najde si místo odpočinku.“
Nová Jeruzalémská bible, 1985, (NJB): „Divoké kočky se tam setkají s hyenami, satyr bude volat na další satyry, tam Lilith bude číhat a hledat místo kde si oddychne.“
Překlad 21. století, 2009, (B21): „Setkají se tam příšery a hyeny, jeden na druhého běsi zavřeští; noční stvůra se tam usadí a najde odpočinutí.“
Nový mezinárodní překlad, 2011, (NIV): „Pouštní tvorové se setkají s hyenami a divoké kozy budou mečet k sobě navzájem, a všechna noční zvěř tam bude odpočívat a najdou pro sebe místa k oddychu.“
Ačkoliv mezi biblickými znalci ve významu a správnosti překladu tohoto výrazu nepanuje shoda, můžeme vyvozovat, že výraz použitý v knize Izajáš někdy překládaný jako Lilith je pravděpodobně zvíře, které je aktivní i v noci, jako např. již zmíněná sova, lelek, netopýr (viz překlad jako upír), hyeny, nebo tvorové podobní kozám.
Lilith se v židovské démonologii označuje jako zlý duch, sukuba (succubus). Lilith není součástí judaismu, ale tento příběh se vyskytuje v legendách Židů i některých jiných národů.
V domech, kde pobývala rodička s novorozeným dítětem, se na dveře věšely amulety s nápisem „Adame, Evo, pryč s Lilith!“ Tato slova měla působit jako exorcismus proti Lilith a odradit ji od tohoto domu.[zdroj?]
Mimo démonologii je mýtus o Lilith zkoumán též psychiatrií a psychoanalýzou. Carl Gustav Jung nebo Sigmund Freud poukazovali na to, že Lilith je succubou, a tedy jedním z významných archetypů. Přiřazovali jí také významnou úlohu ve výkladu snů. V archetypální psychologické symbolice se její vliv v podstatě ztotožňuje s bohyní Měsíce, bohyní sexu a průvodkyní snů.
Význam má především její spojitost se strachem z neznámého, sexualitou, úmrtnostní nejmenších dětí v důsledku známých lékařských diagnóz, nebo jako vysvětlení poluce či zvláštního erotického snu.
V astrologii bývá ztotožňována Lilith s Černou Lunou. Její astrologické působení je převážně na bázi vnitřního já, „Id“, ačkoliv může zároveň působit nejen v podvědomí, ale i fyzickým způsobem. Někteří astrologové Lilith dávají do souvislosti s tzv. Sestupným lunárním uzlem, což je bod vztahující se k vnitřním zábranám nebo k minulým životům v případě učení o převtělování duší a ezoterického východiska v karmě.
Další, o koho se Lilith zajímá, jsou muži. Zjevuje se jim ve snu jako krásná, přitažlivá a smyslná žena, které nejsou schopni odolat. Ona je potěší, oni jí dají svou uvolněnou sexuální energii. Díky zájmu o kabalu v renesanci se obnovil zájem i o Lilith. V evropské literatuře nosila překrásné šaty, kterými sváděla muže. 
V sumerské mytologii byla Lilith dcerou bohyně Mehitabel a její obraz se s věky mění. Jak se společnost více a více přikláněla k patriarchálnímu obrazu, začaly postupně převládat v jejím profilu démonické prvky. U semitských národů z Mezopotámie byla Lilith nejprve podobna Lil, sumerské bohyni ničivých větrů a bouří. Poté však převládla židovsko-semitská morálka a Lilith splynula spíše s Lamaštu, čarodějnicí či ženským démonem, která byla podle pověstí vražedkyní dětí. Zde nabyla podobu okřídlené noční příšery, nebezpečného upíra a matky zlých duchů.[zdroj?]
Podle Zoharu, hlavního židovského díla mysticismu, byl Adam původně oboupohlavní bytost. Z jedné strany vypadal jako muž a z druhé jako žena. Poté člověka uspal, ženu od něj oddělil a chybějící část, kde byli spojeni, zakryl masem.[zdroj?]
Podle kabalistické knihy „Sefer Raziel“ byla Lilith vyjící ženský démon známý i jako Mejaleleth. Lilith chodí po světě se 480 zlými duchy a padlými anděly a bojuje se svými sokyněmi, démonkou Machlath a její dcerou Agrath. Jiné legendy vyprávějí o jiné démonce jménem Namach. Lilith i Namach podle legendy souložily s Adamem a „seslaly na svět zkázu“. Zohar označuje Namach jako matku démonů, zatímco Lilith za jejich vládkyni.[zdroj?]

## Lilith ve výtvarném umění
Lilith byla námětem výtvarného umění již ve starověkém Orientu, v Babylónii a Mezopotámii. Byla také uctívána. Na babylónském Burney reliéfu ji jako bohyni vyznačuje koruna, křídla jí dávala nesmrtelnost, hadi v rukou úskočnost a taktiku, sovy moudrost a lvi sílu. Někdy bývá ztotožňována s hadem v ráji, pak je vyobrazena na rajském stromě jako had s ženskou hlavou a ženskými pohlavními znaky, mezi Adamem a Evou. Oblíbeným námětem umění se stala dále v renesanci, v neoklasicismu a v symbolismu (prerafaelité, secese). 
Plastiku Lilith v Karlíně, jako monumentální 24 metrovou sochu z ocelových lamel, podpírající novostavbu domu v Praze – Karlíně, ztvárnil a roku 2022 realizoval český výtvarník David Černý.